# Dario Moreno
Dario Moreno, een pseudoniem van David Arugete (Aydın, 3 april 1921 - Istanboel, 1 december 1968) was een Turks zanger en acteur.
Moreno's moeder was een Sefardische jodin. Hij begon te zingen op jonge leeftijd op bar mitswa's in de synagoge van İzmir. Hij kreeg succes door zijn tenorstem. Na een tournee belandde hij in Parijs in 1948 en ging voor Polydor werken waar hij liedjes zong van jonge componisten als Charles Aznavour en Gilbert Bécaud. In 1954 gaf hij zijn eerste concert. Hij scoorde enkele hits zoals Quand elle danse en Brigitte Bardot.
Hij speelde ook in meerdere films, waarin hij altijd een exotisch type speelde.
In 1964 werd hij door Johnny Kraaykamp uitgenodigd om op te treden in een tv-show.
In 1968 speelde hij samen met Jacques Brel in de musical De man van La Mancha in Brussel. Het stuk zou ook in Parijs opgevoerd worden, maar Moreno overleed op 1 december aan een hersenbloeding op de luchthaven van Istanboel, net voor het opstijgen van zijn vliegtuig (volgens andere bronnen overleed hij aan een hartinfarct in de taxi op weg naar de luchthaven).
Hij is begraven in Holon (Israël).